# إلمر (أوكلاهوما)
إلمر (بالإنجليزية: Elmer, Oklahoma)‏ هي بلدة أمريكية تقع في الولايات المتحدة في مقاطعة جاكسون. يقدر عدد سكانها بـ 96 نسمة ومساحتها 1.1 كم2 و وترتفع عن سطح البحر 399 متر.